# إيدة لوي بزرغ
إيدة لوي بزرغ هي قرية في مقاطعة ملكان، إيران. عدد سكان هذه القرية هو 458 في سنة 2006.